# Журден, Франц
Франц Журден (фр. Frantz Jourdain; 3 октября 1847, Антверпен — 22 августа 1935, Париж) — бельгийский архитектор и художник-декоратор периода модерна, писатель и теоретик архитектуры.

## Биография
Франц Журден в 1860-х годах учился в Париже в Школе изящных искусств. Получил французское гражданство в 1870 году.
Он начал писать об искусстве в 1875 году и к концу жизни опубликовал около двухсот критических статей в шестидесяти журналах и газетах, а затем теоретических статей, в которых выражал свои архитектурные идеи. Некоторые из них были собраны в сборниках 1886 и 1931 годов. Его литературная деятельность была эклектична. Помимо статей на художественные темы, он опубликовал плутовской роман, два сборника рассказов, роман, пьесу и два сборника портретов художников.
Между 1880 и 1910 годами Журден был в авангарде движения за обновление архитектуры и сыграл важную роль во внедрении новых идей в искусстве периода модерна. Он открыл для себя неизвестных художников конца XIX века и был большим поклонником Галереи машин, созданной Фердинандом Дютером и Виктором Контаменом на Всемирной выставке 1889 года в Париже. В 1887 году Франц Журден был принят в Литературное общество (Société des gens de lettres).
К 1890-м годам Журден стал видным и часто цитируемым теоретиком искусства, противником академического образования и английского «Движения искусств и ремёсел». Он был враждебен к таким учреждениям, как Школа изящных искусств, которые душили новые таланты, и считал Римскую премию, благодаря которой художники уезжали в Италию на виллу Медичи для изучения классических древностей, пустой тратой времени.
В 1885 году французский предприниматель Эрнест Коньяк поручил Журдену перепроектировать первоначальное здание универмага «Самаритэн» и улучшить внешний вид здания. Между 1903 и 1910 годами Журден принципиально изменил конструкцию; яркое внешнее убранство было выполнено его сыном, декоратором Франсисом Журденом, художником Эженом Грассе, слесарем Эдуардом Шенком и керамистом Александром Биго. Проект отличался широким использованием стекла и открытых стальных рам, что вызвало критику со стороны многих архитекторов декоративного течения в искусстве модерна. В 1926—1928 годах здание универмага перестраивал совместно с Журденом его друг и коллега архитектор Анри Соваж.
В 1903 году Журден стал основателем и первым президентом Осеннего салона в Париже. Он был одним из основателей «Общества обновления Парижа» (Société du Nouveau Paris), группы, которая продвигала модернизацию города Парижа. Он также был первым президентом «Общества современных архитекторов» (Société des architectes modernes), основанного Эктором Гимаром в 1922 году. В 1926 году возведён в звание великого офицера ордена Почётного легиона.
Его работа была частью архитектурного конкурса на летних Олимпийских играх 1912 года.
Франц Журден умер в 1935 году. Похоронен на кладбище Монпарнас (участок 9). Его сын Фрэнсис Журден (1876—1958) стал художником, проектировщиком интерьера и мебели.

## Публикации Франца Журдена
- Живописец Альбер Бенар (Le Peintre Albert Besnard). 1888
- Награждённые, кто да, а кто нет (Les Décorés, ceux qui ne le sont pas). 1895
- Вещи и прочее (De choses et d’autres). 1902
- В соавторстве с Р. Реем. Современное декоративное искусство (L’Art décoratif moderne). 1923
- В соавторстве с Р. Реем. Осенний салон (Le Salon d’Automne). 1926
- Ателье Шанторель (L’Atelier Chantorel). 1935

## Галерея

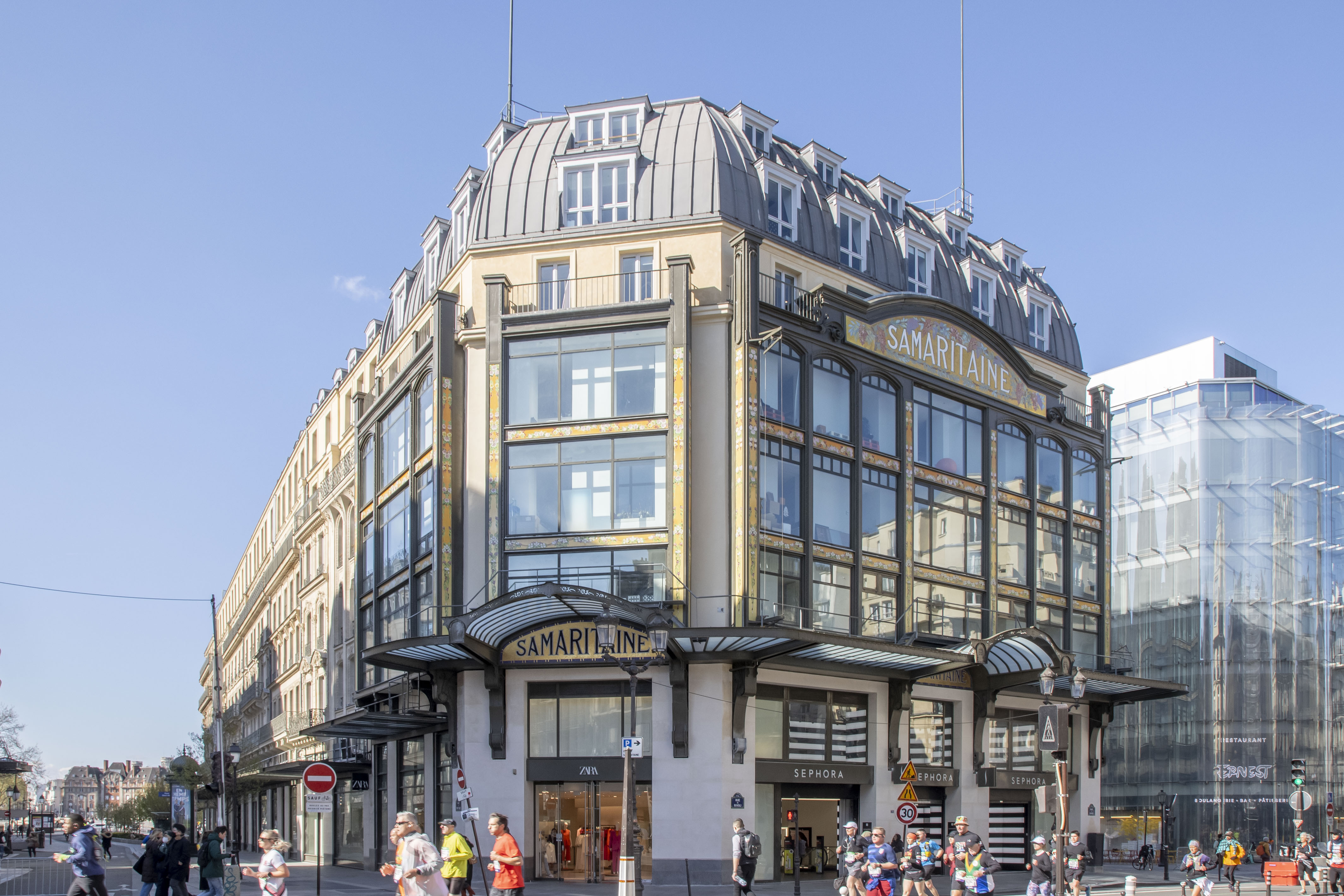
Универмаг «Самаритэн». Совместно с А. Соважем. 1926—1928. Париж
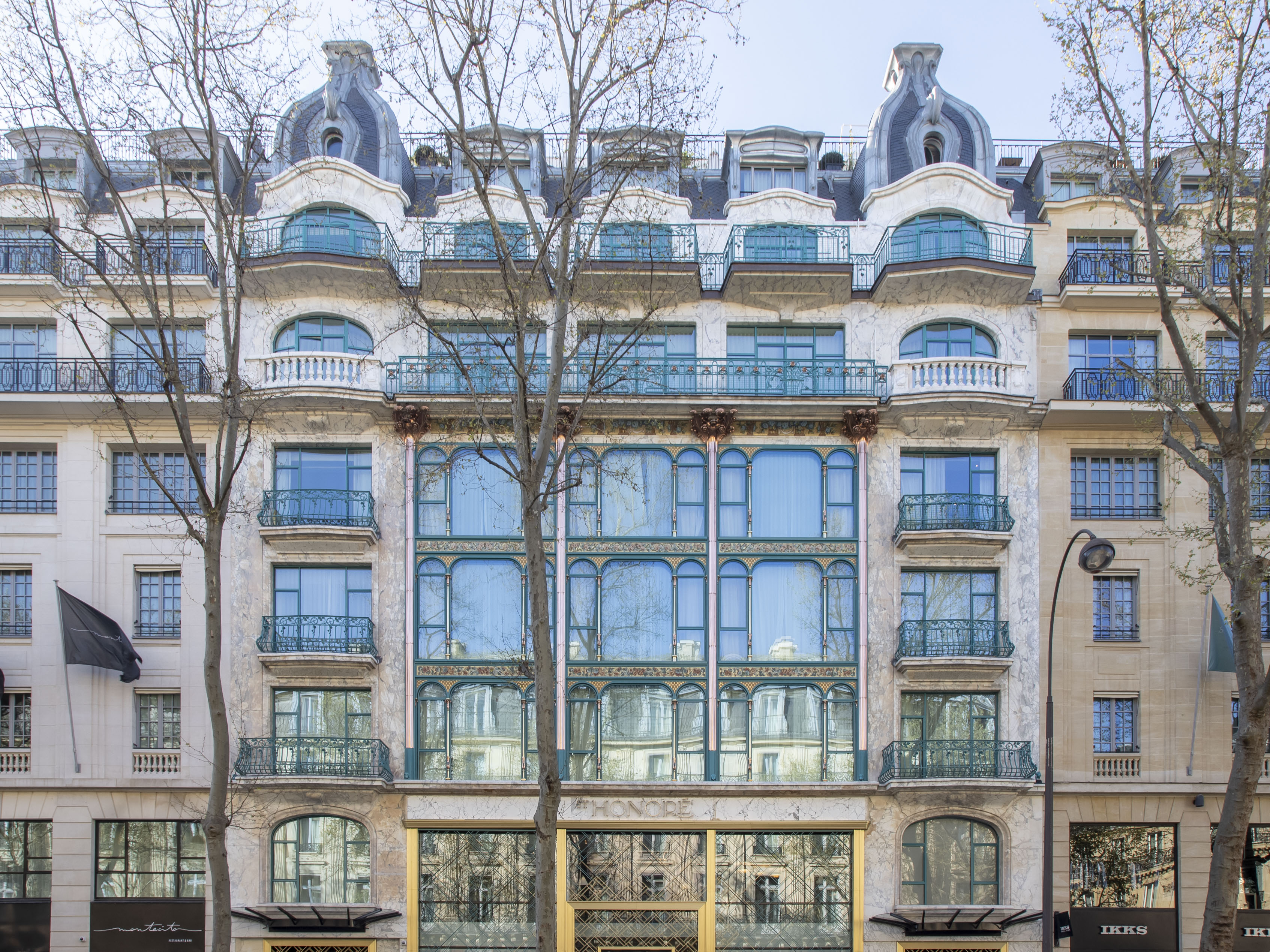
Отель Kimpton St-Honoré (бывший Samaritaine de Luxe). 1903—1910. Париж
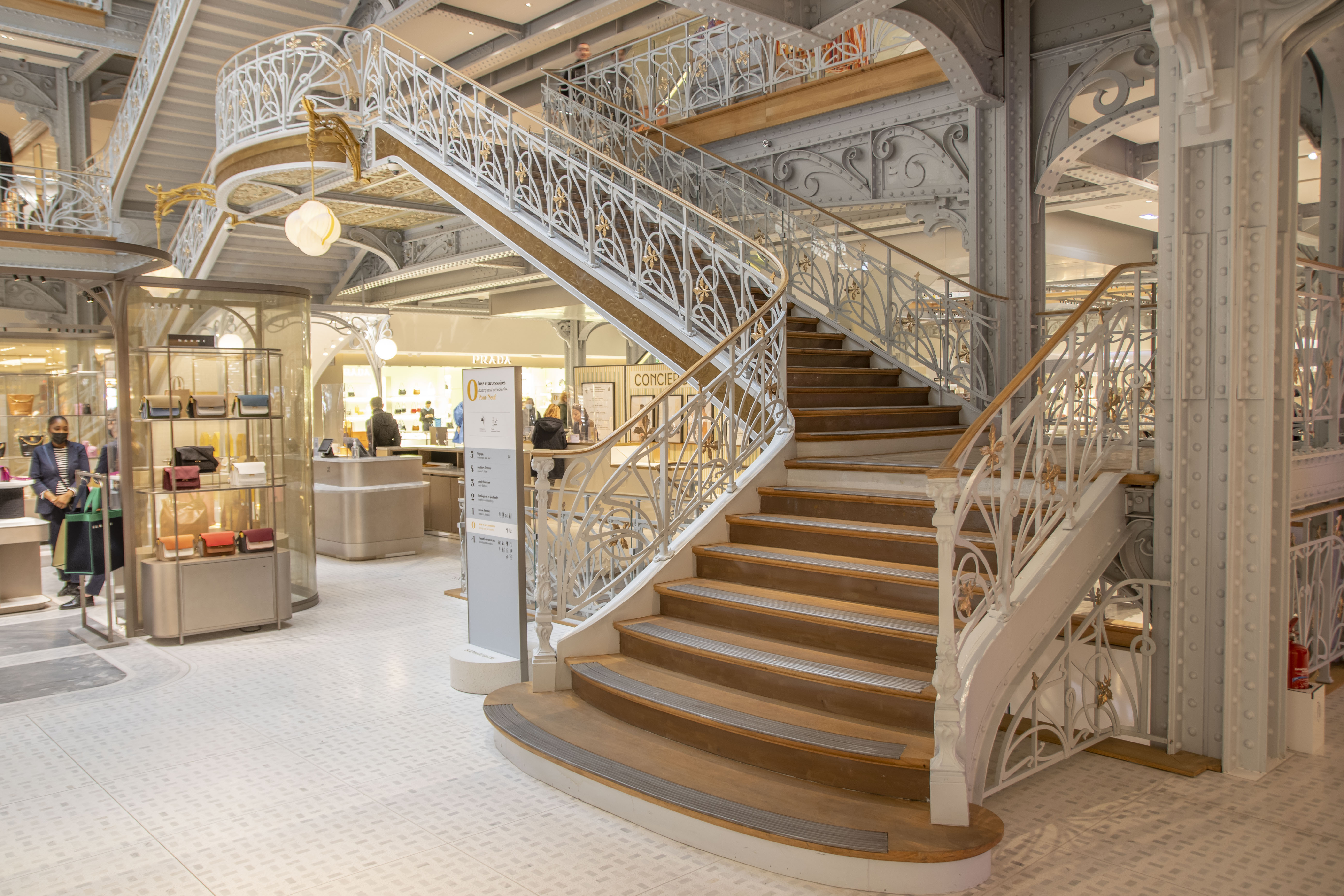
Универмаг «Самаритэн». Интерьер. Лестница
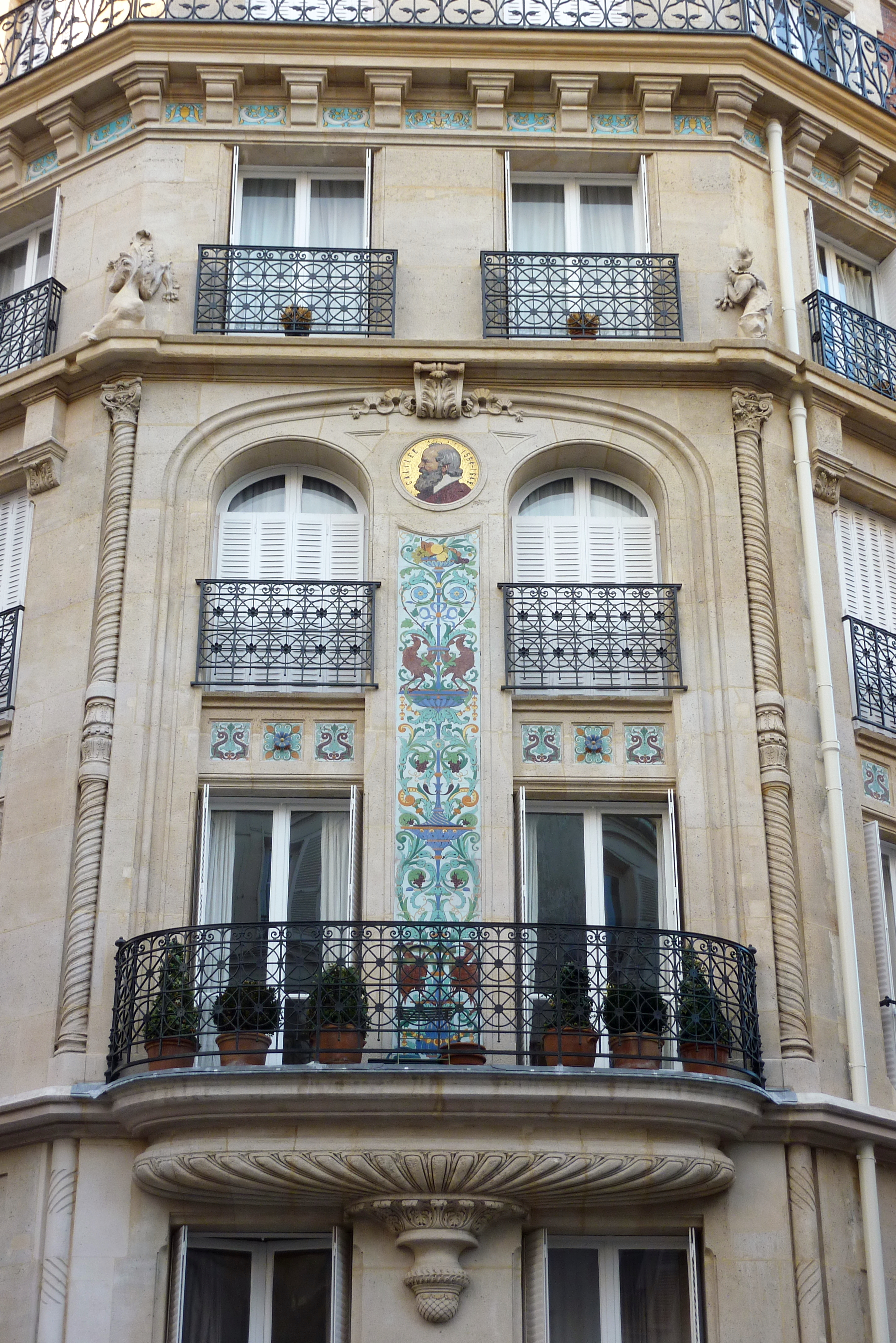
Дом на Rue Galilée, 710. Париж
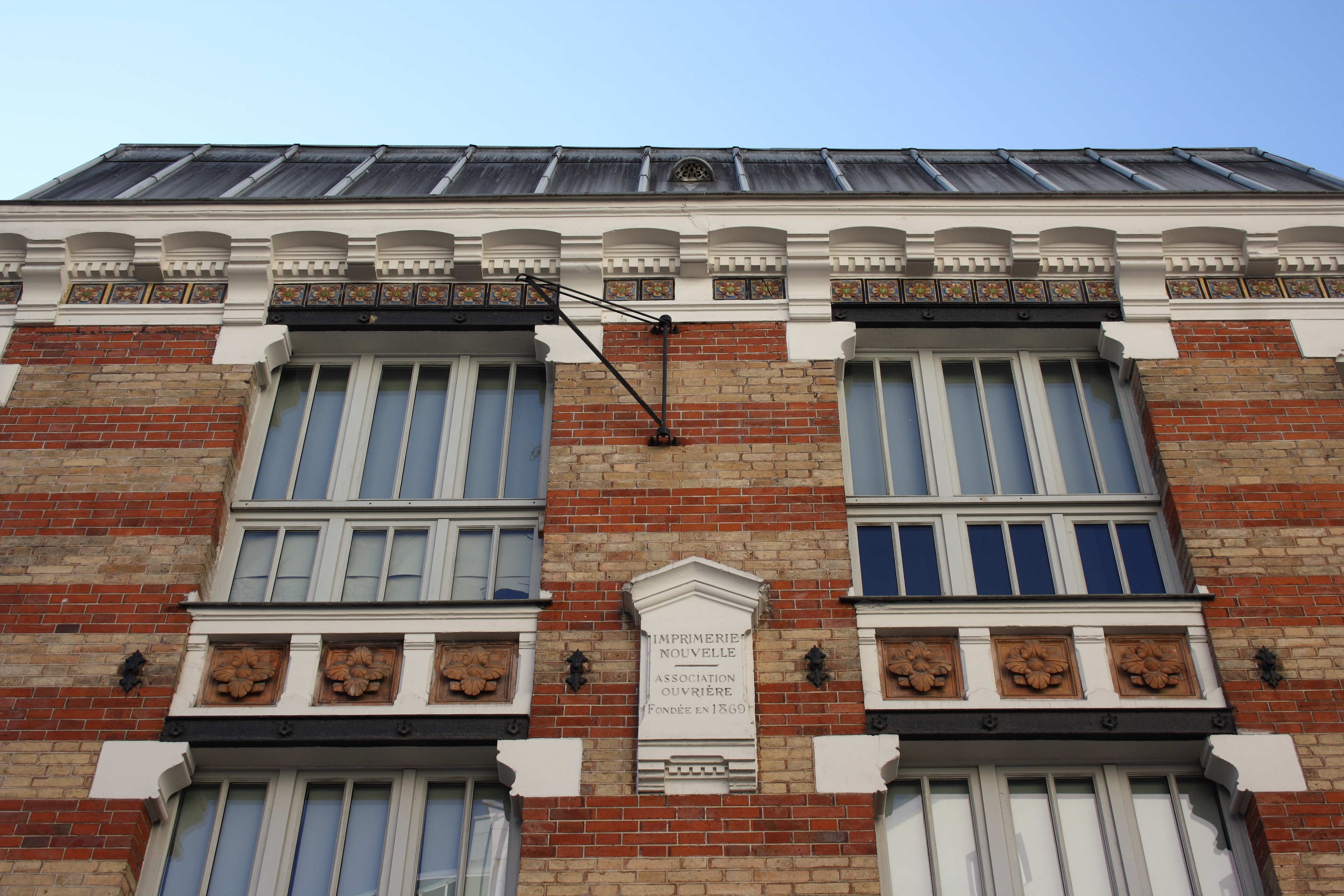
Дом на rue Cadet, 57. Париж
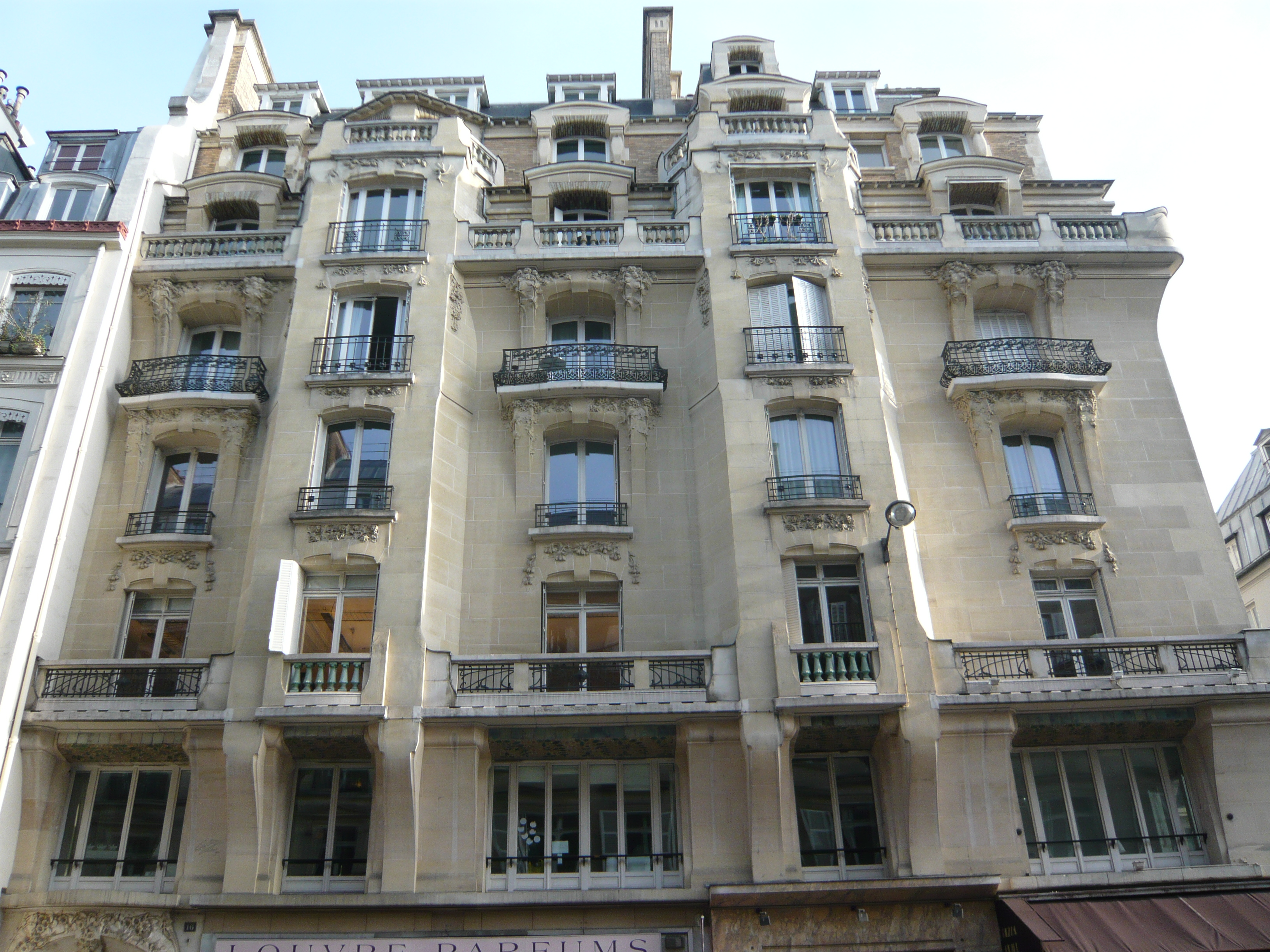
Дом «Semeuse de Paris»
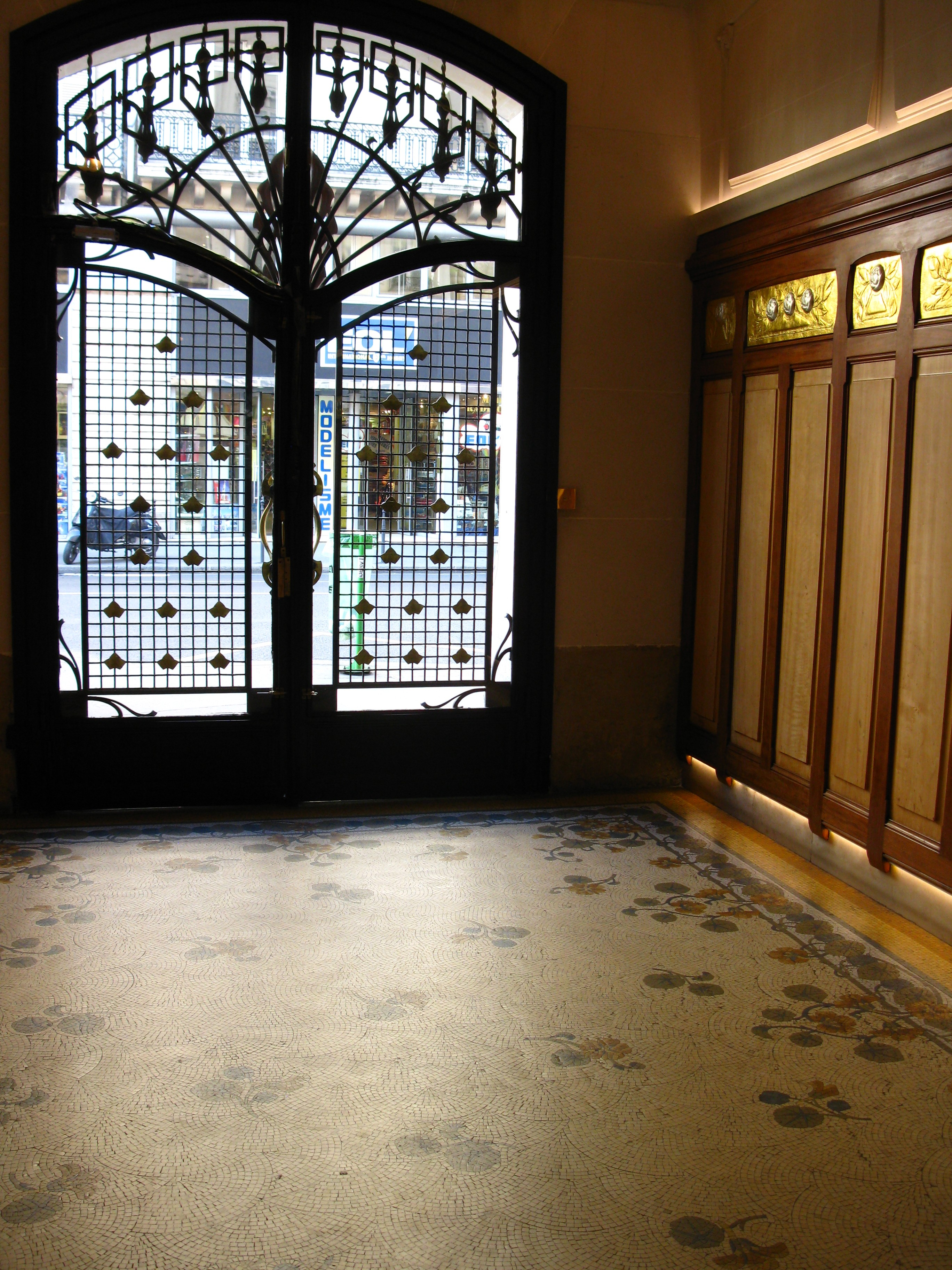
Вестибюль
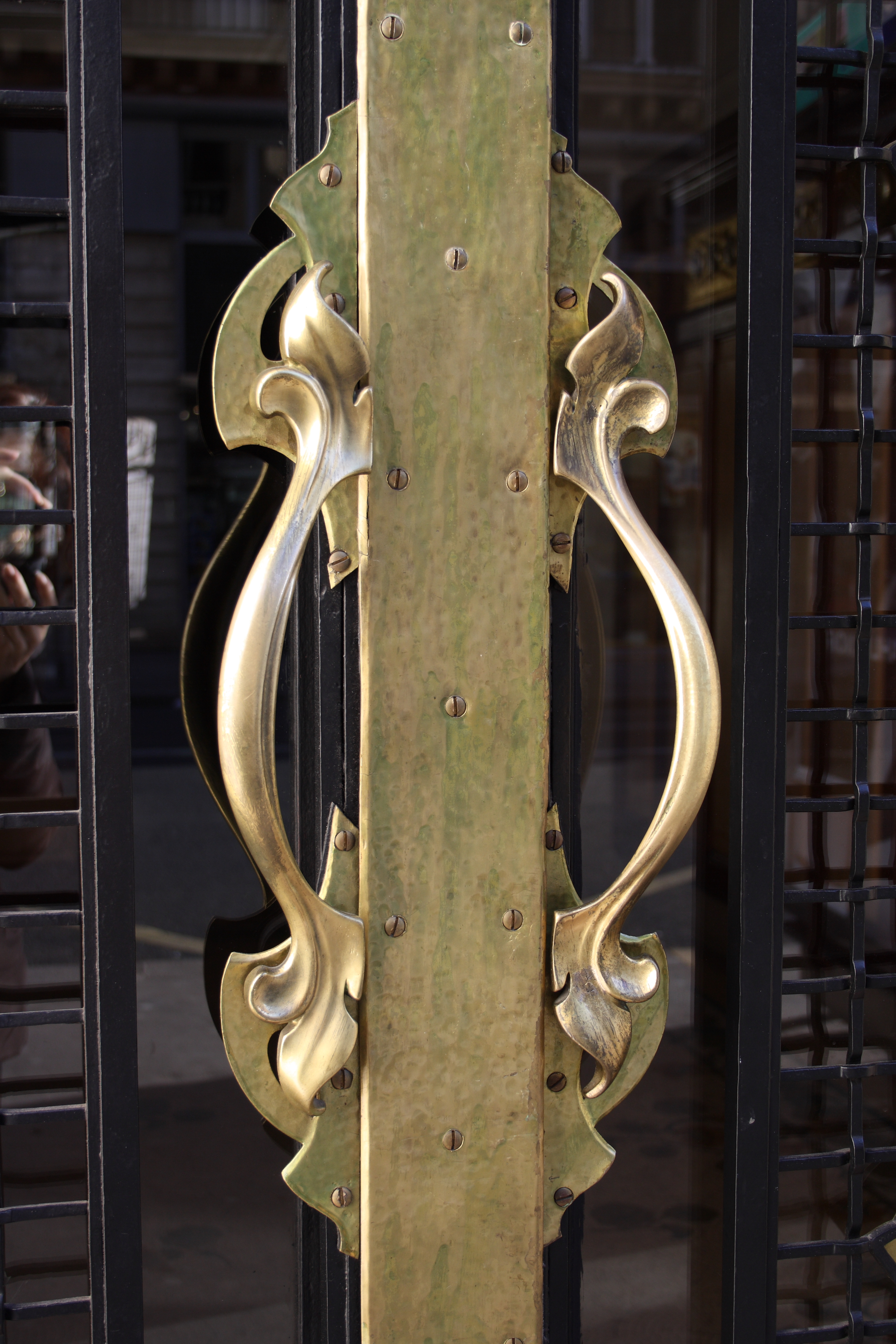
Ручки ворот
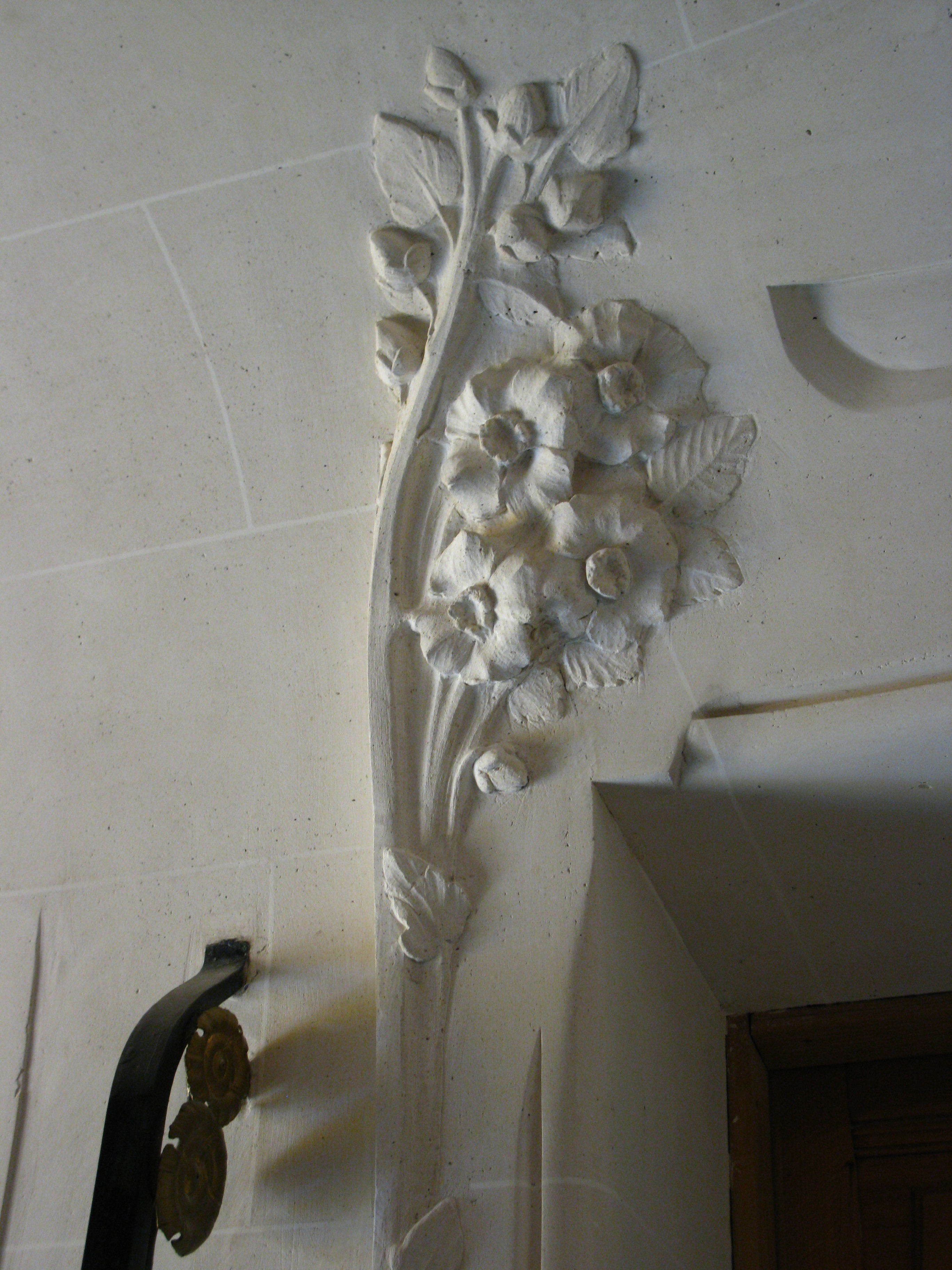
Деталь декора в интерьере